# Azeta undulifera
Azeta undulifera là một loài bướm đêm trong họ Erebidae.